# Коганеи
Когане́и, Ко́ганей (яп. 小金井市 Коганэи-си) — город в Японии, находящийся в префектуре Токио. Площадь города составляет 11,33 км², население — 126 263 человека (1 октября 2020), плотность населения — 11 144,13 чел./км².

## Географическое положение
Город расположен на острове Хонсю в префектуре Токио региона Канто. С ним граничат города Митака, Мусасино, Ниситокё, Кодайра, Кокубундзи, Футю, Тёфу.

## Население
Население города составляет 126 263 человека (1 октября 2020), а плотность — 11 144,13 чел./км². Изменение численности населения с 1980 по 2005 годы:
| 1980 | 102 456 чел. |  |
| 1985 | 104 642 чел. |  |
| 1990 | 105 899 чел. |  |
| 1995 | 109 279 чел. |  |
| 2000 | 111 825 чел. |  |
| 2005 | 114 112 чел. |  |

## Символика
Деревом города считается дзельква пильчатая, цветком — цветок сакуры.

## Культура
В городе расположены центральные офисы студий аниме Studio Ghibli и Gainax.
В честь города назван корабль одного из персонажей в анимационном фильме Хаяо Миядзаки «Рыбка Поньо на утёсе».